# Di chỉ Bán Pha

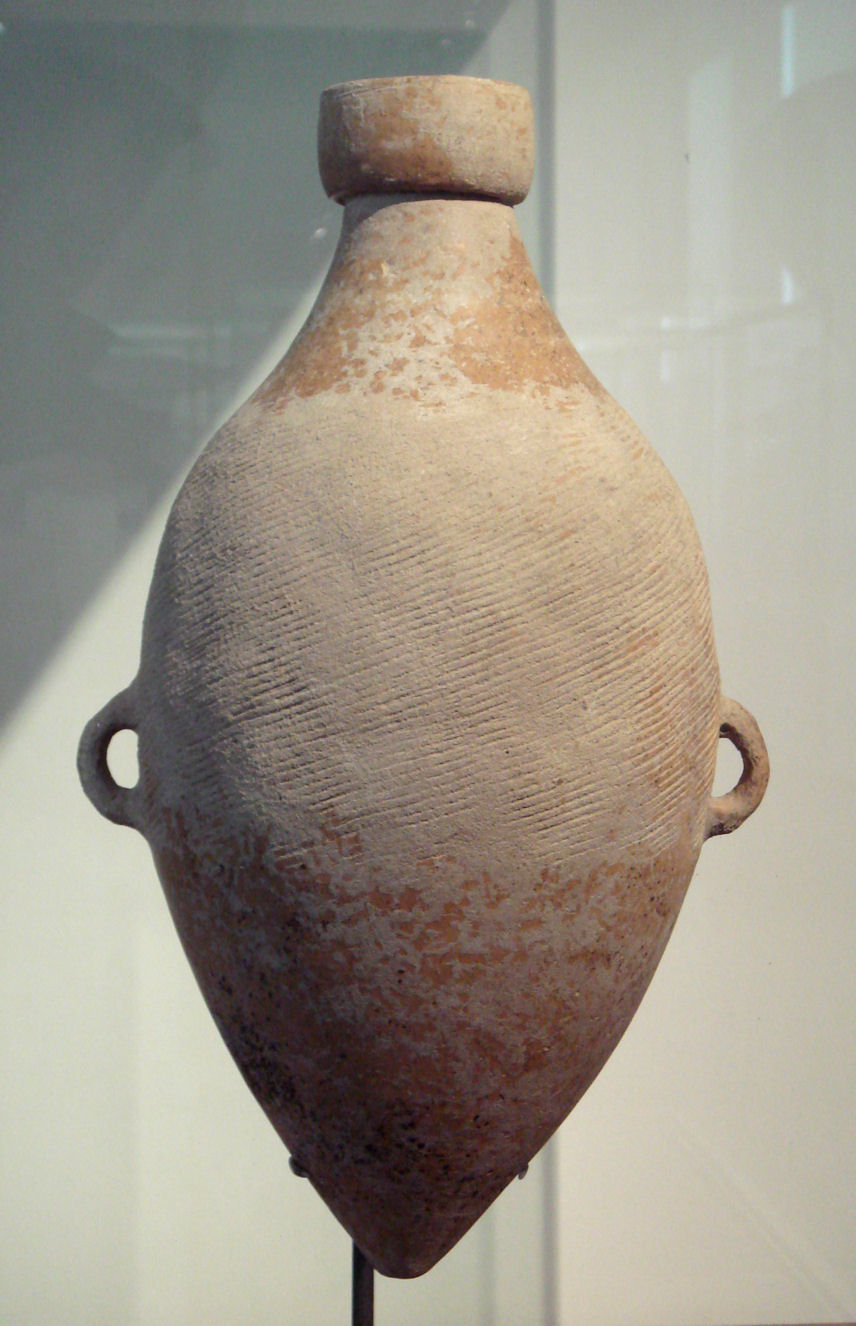
Vò hai quai sọc nổi Ngưỡng Thiều, giai đoạn Bán Pha, khoảng 4800 TCN, Thiểm Tây.

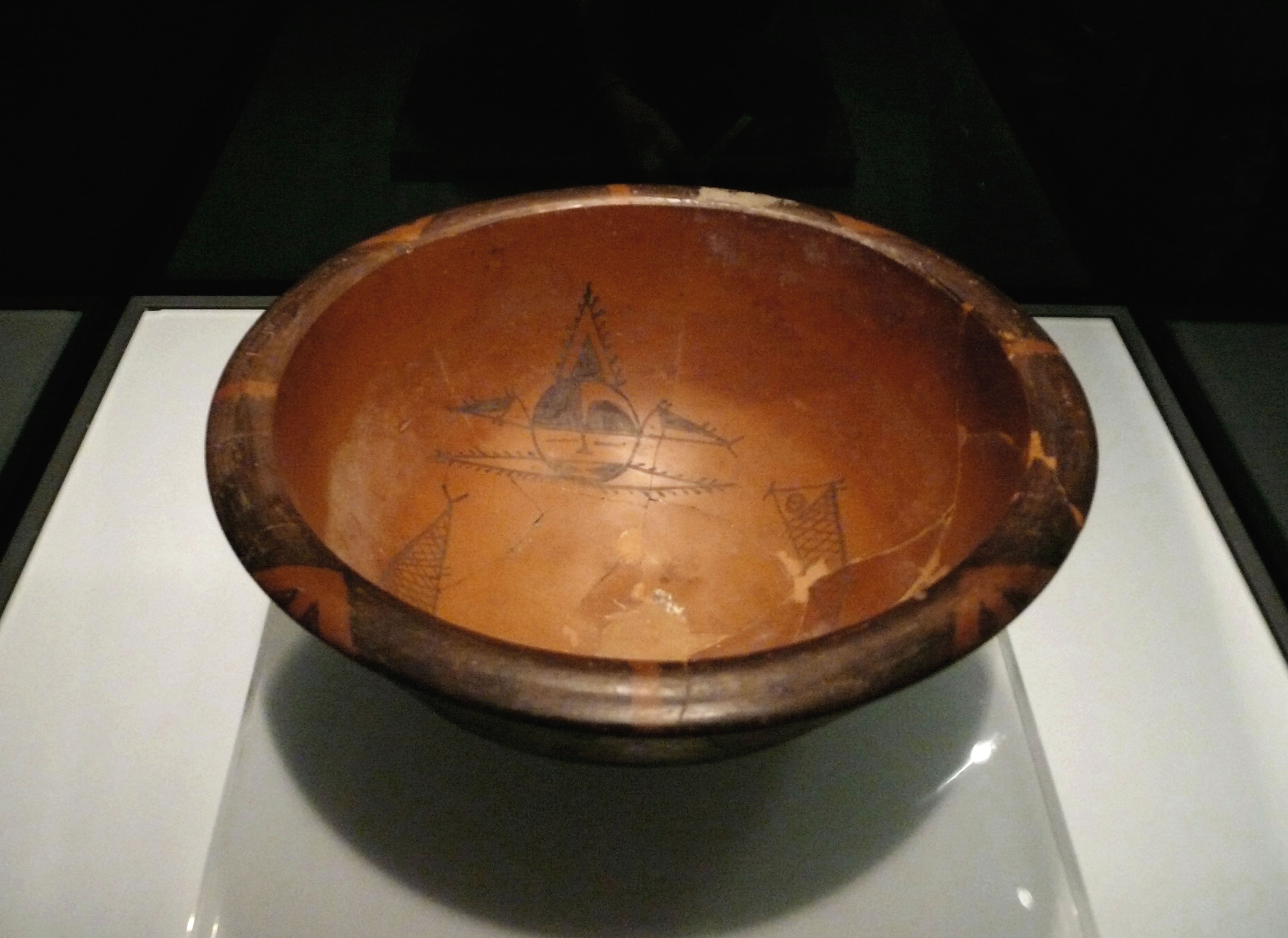
Bát gốm có trang trí họa tiết con người và cá.

Di chỉ Bán Pha (半坡遗址) là một di chỉ khảo cổ được phát hiện vào năm 1953, nằm ở lưu vực Hoàng Hà, Trung Quốc, ngay phía đông của thành phố Tây An hiện nay. Di chỉ có tàn tích của khu định cư được tổ chức tốt thuộc thời đại đồ đá mới, có niên đại từ 5600-6700 năm trước theo phương pháp định tuổi bằng cacbon C14.
Khu vực có diện tích 5-6 ha, có một con mương bao quanh, có thể là một hào phòng thủ, rộng năm hoặc sáu mét. Các ngôi nhà có hình tròn, được xây bằng bùn và gỗ cùng mái nhà nhô ra. Chúng nằm trên một nền thấp, có vẻ là một khu vực mộ táng cộng đồng.
Bản Pha là một di chỉ đặc trưng có liên hệ với văn hóa Ngưỡng Thiều. Các di chỉ khảo cổ có đặc điểm tương đồng với Bản Pha được xem là một bộ phận của "giai đoạn Bản Pha" (thiên niên kỷ 7 TCN) của văn hóa Ngưỡng Thiều. Bản Pha được khai quật từ năm 1954 đến năm 1957 trên một diện tích khoảng 50.000 m².
Khu định cư có mương bao quanh, với những ngôi mộ và lò gốm được đặt bên ngoài vòng mương. Nhiều ngôi nhà bán ngầm với sàn thường sâu 1 mét dưới mặt đất. Các ngôi nhà được chống đỡ bằng các cọc gỗ và mái dốc.
Theo mô hình khảo cổ học Marxist phổ biến tại Trung Quốc trong thời gian khai quật di chỉ, Bản Pha được xem là một xã hội mẫu hệ; tuy nhiên các nghiên cứu mới mâu thuẫn với tuyên bố này, và mô hình Marxist dần dần được loại bỏ khỏi hoạt động nghiên cứu khảo cổ Trung Quốc hiện nay. Hiện nay, không thể nói nhiều về cấu trúc tôn giáo hoặc chính trị từ các tàn tích khảo cổ của di chỉ.
Bảo tàng Bản Pha Tây An được xây dựng vào năm 1957 để bảo tồn bộ sưu tập khảo cổ học từ di chỉ.